# 劉彰
劉彰（リュウ・ジャン、1999年12月18日 - ）は、中華人民共和国の歌手。男性アイドルグループ・INTO1のメンバー。

## 来歴
2019年より自作曲を発表しており、2020年に音楽番組『説唱新世代』に出演し、W8VESに所属する。2021年には、テンセントビデオのオーディション番組『創造営2021』に参加し、最終順位11位となり、INTO1のメンバーとしてデビュー。また、ニューヨーク大学在学中である。

## ディスコグラフィ
- 苦涩的甜（2019年1月19日）
- 冷漠（2019年4月2日）
- 清爽（2019年4月30日）
- 套近乎（2019年7月15日）
- Hard****（2019年10月26日）
- 写首歌给你（2019年11月4日）

## 出演
- 説唱新世代（2020年、bilibili）[5]
- 造浪（2020年、bilibili）[6]
- 創造営2021（2021年、テンセントビデオ）
- 拜托了冰箱轰趴季（2021年、テンセントビデオ）